# Gran Premio de Alemania de Motociclismo de 1957
El Gran Premio de Alemania de Motociclismo de 1958 fue la primera prueba de la temporada 1958 del Campeonato Mundial de Motociclismo. El Gran Premio se disputó el 19 de mayo de 1957 en el Circuito de Hockenheim.

## Resultados 500cc
Gilera no pudo llevar al lesionado Geoff Duke a la salida, pero Libero Liberati y Bob McIntyre lo suplieron de manera excelente. Terminaron primero y segundo con tan solo tres décimas de diferencia y con más de un minuto de ventaja sopbre Walter Zeller con la BMW RS 54. El rival más grande del actual campeón mundial, John Surtees, se retiró con su MV Agusta, al igual que su compañero de equipo Umberto Masetti.
| Pos.    | Piloto              | Moto       | Tiempo/Retirado | Puntos |
| ------- | ------------------- | ---------- | --------------- | ------ |
| 1       | Libero Liberati     | Gilera     | 1h 02:34.3      | 8      |
| 2       | Bob McIntyre        | Gilera     | + 0.3           | 6      |
| 3       | Walter Zeller       | BMW        | + 1:06.1        | 4      |
| 4       | Dickie Dale         | Moto Guzzi | + 1:18.1        | 3      |
| 5       | Terry Shepherd      | MV Agusta  | + 1 Vuelta      | 2      |
| 6       | Ernst Hiller        | BMW        | + 1 Vuelta      | 1      |
| 7       | Ernst Riedelbauch   | BMW        | + 2 Vueltas     |        |
| 8       | Eugen Hagenlocher   | BMW        | + 2 Vueltas     |        |
| 9       | Alois Huber         | BMW        | + 2 Vueltas     |        |
| 10      | Kenneth Tostevin    | Norton     | + 3 Vueltas     |        |
| 11      | Jacques Insermini   | Norton     | + 3 Vueltas     |        |
| 12      | Austin Carson       | Norton     | + 3 Vueltas     |        |
| 13      | Hans-Günther Jäger  | BMW        | + 3 Vueltas     |        |
| Ret     | Rudolf Knees        | BMW        | Ret             |        |
| Ret     | Kurt Maul           | Norton     | Ret             |        |
| Ret     | Toni Schmitz        | Norton     | Ret             |        |
| Ret     | Keith Campbell      | Moto Guzzi | Ret             |        |
| Ret     | René Deschamps      | Norton     | Ret             |        |
| Ret     | Gerold Klinger      | BMW        | Ret             |        |
| Ret     | Umberto Masetti     | MV Agusta  | Ret             |        |
| Ret     | Karl-Heinz Scheifel | Matchless  | Ret             |        |
| Ret     | Richard Thompson    | Norton     | Ret             |        |
| Ret     | Heinz Kauert        | Matchless  | Ret             |        |
| Ret     | Guy Ligier          | Norton     | Ret             |        |
| Ret     | John Surtees        | MV Agusta  | Ret             |        |
| Ret     | Hermann Vogt        | Matchless  | Ret             |        |
| Ret     | Jacques Collot      | Norton     | Ret             |        |
| Ret     | Martinus van Son    | Matchless  | Ret             |        |
| Fuente: |                     |            |                 |        |

## Resultados 350cc
La carrera de 350cc se corrió bajo una intensa lluvia. Libero Liberati se cayó durante esta carrera pero recogió su Gilera 350 4C y acabó ganando. Bob McIntyre realizó la vuelta rápida pero tuvo que abandonar debido a un accidente.
| Pos. | Piloto            | Equipo     | Tiempo/Retirado | Puntos |
| ---- | ----------------- | ---------- | --------------- | ------ |
| 1    | Libero Liberati   | Gilera     | 53"59'1         | 8      |
| 2    | John Hartle       | Norton     | + 1'32"500      | 6      |
| 3    | Helmut Hallmeier  | NSU        | + 2'47"600      | 4      |
| 4    | Umberto Masetti   | MV Agusta  | + 1 Vuelta      | 3      |
| 5    | Alano Montanari   | MV Agusta  | + 1 Vuelta      | 2      |
| 6    | Dick Thomson      | AJS        | + 1 Vuelta      | 1      |
| 7    | Kenneth Tostevin  | Norton     | + 1 Vuelta      |        |
| 8    | Fritz Kläger      | Norton     | + 1 Vuelta      |        |
| Ret  | Bob McIntyre      | Gilera     | Ret             |        |
| Ret  | John Surtees      | MV Agusta  | Ret             |        |
| Ret  | Dickie Dale       | Moto Guzzi | Ret             |        |
| Ret  | Enrico Lorenzetti | Moto Guzzi | Ret             |        |
| Ret  | Jacques Insermini | Gilera     | Ret             |        |

## Resultados 250cc
En el cuarto de litro, duelo electrizante entre los dos italianos Carlo Ubbiali y Roberto Colombo, que acabó del lado del primero por tan solo tres décimas de segundo.
| Pos. | Piloto            | Moto       | Tiempo/Retirado | Puntos |
| ---- | ----------------- | ---------- | --------------- | ------ |
| 1    | Carlo Ubbiali     | MV Agusta  | 52:27.3         | 8      |
| 2    | Roberto Colombo   | MV Agusta  | + 0"3           | 6      |
| 3    | Cecil Sandford    | FB Mondial | + 1'24"4        | 4      |
| 4    | Enrico Lorenzetti | Moto Guzzi | + 1'46"4        | 3      |
| 5    | Luigi Taveri      | Moto Guzzi | + 2'29"1        | 2      |
| 6    | Helmut Hallmeier  | NSU        | + 1 Vuelta      | 1      |
| 7    | Horst Kassner     | NSU        | + 1 Vuelta      |        |
| 8    | John Hartle       | MV Agusta  | + 1 Vuelta      |        |
| 9    | Xavier Heiss      | NSU        | + 1 Vuelta      |        |
| Ret  | Tarquinio Provini | FB Mondial | Ret             |        |
| Ret  | Florian Camathias | NSU        | Ret             |        |

## Resultados 125cc
Al ganar la carrera de 125cc, duelo vibrante entre Carlo Ubbiali y Tarquinio Provini que volvió a caer del lado de Ubbiali, tal como pasó en la carrera de 250cc.
| Pos. | Piloto             | Moto       | Tiempo/Retirado | Puntos |
| ---- | ------------------ | ---------- | --------------- | ------ |
| 1    | Carlo Ubbiali      | MV Agusta  | 43:30.1         | 8      |
| 2    | Tarquinio Provini  | FB Mondial | + 0"3           | 6      |
| 3    | Roberto Colombo    | MV Agusta  | + 2'19"2        | 4      |
| 4    | Horst Fügner       | MZ         | + 1 Vuelta      | 3      |
| 5    | Luigi Taveri       | MV Agusta  | + 1 Vuelta      | 2      |
| 6    | Ernst Degner       | MZ         | + 1 Vuelta      | 1      |
| 7    | Karl Lottes        | DKW        | + 2 Vueltas     |        |
| Ret  | Willy Scheidhauer  | Ducati     | Ret             |        |
| Ret  | Cecil Sandford     | FB Mondial | Ret             |        |
| Ret  | Fortunato Libanori | MV Agusta  | Ret             |        |
| Ret  | Romolo Ferri       | Gilera     | Ret             |        |